# Фернандеш, Уения
Уения Фернандеш (порт. Uênia Fernandes Da Souza; род. 12 августа 1984, Гояна, Пернамбуку) — бразильская шоссейная велогонщица.

## Карьера
В 2003 году стала чемпионкой Бразилии в групповой гонке. На Южноамериканских играх в том же году заняла третье место в индивидуальной гонке, а в 2010 году стала второй в групповой гонке.
Несколько раз участвовала в чемпионат мира. Выступала на Панамериканских играх и чемпионате Панамерики.
На клубном уровне неоднократно участвовала в многодневке Джиро Донне, различных однодневных гонках в рамках Женского мирового шоссейного кубка UCI и ряде других гонок в рамках Женского мирового шоссейного календаря UCI. Побеждала на местной гонке Копа Америка де Циклисмо.
21 ноября 2015 года после положительного допинг-теста на ЭПО была отстранена на 30 дней. Но позднее была оправдана на основании отрицательного результата второй пробы.

## Достижения
2003
 Чемпионат Бразилии — групповая гонка
2004
Копа Америка де Циклисмо
3-я на Тур Ардеш
2005
Coupe de la république du Brésil
2006
3-я на Тур Ардеш
2007
3b-й этап на Вуэльта Сальвадора
2008
Копа Америка де Циклисмо
3-я на Чемпионат Бразилии — групповая гонка
2012
2-я на Чемпионат Бразилии — индивидуальная гонка
2013
6-й этап на Вуэльта Сальвадора
2015
 Всемирные военные игры — командная групповая гонка

## Статистика выступления наГранд-турах
| Гонка / Год | 2004 | 2005 | 2006 | 2007 | 2008 | 2009 | 2010 | 2011 | 2012 | 2013 | 2014 | 2015 |
| ----------- | ---- | ---- | ---- | ---- | ---- | ---- | ---- | ---- | ---- | ---- | ---- | ---- |
| Джиро Роза  | 48   | —    | —    | 48   | 46   | 46   | 81   | —    | 88   | —    | 89   | 42   |

## Рейтинги
| Год                 | 2011  | 2012  | 2013  | 2014  | 2015  |
| ------------------- | ----- | ----- | ----- | ----- | ----- |
| Мировой рейтинг UCI | 352-й | 429-й | 164-й | 123-й | 493-й |
|                     |       |       |       |       |       |
| Источник: UCI       |       |       |       |       |       |